# K팝스타 3
《K팝스타 3》는 SBS TV에서 2013년 11월 24일부터 2014년 4월 13일까지 방영되었다.

## 방송 시간
| 방송 채널 | 방송 기간                          | 방송 시간                 | 방송 분량         |
| --------- | ---------------------------------- | ------------------------- | ----------------- |
| SBS       | 2013년 11월 24일 ~ 2014년 4월 13일 | 일요일 오후 4:40 ~ 6:00   | 1시간 40분 (본방) |
| SBS       | 2013년 12월 1일 ~ 2014년 4월 20일  | 일요일 오전 10:40 ~ 11:40 | 1시간 (재방)      |

## 출연진

### 진행자
- 전현무 (MC)
- 유혜영 (아나운서)

### 심사위원
- 양현석 (YG 엔터테인먼트 대표, 프로듀서, 가수)
- 박진영 (JYP 엔터테인먼트 대표, 프로듀서, 가수, 작곡가)
- 유희열 (안테나 공동대표, 프로듀서, 가수, 작곡가, 그룹 토이 멤버)[2]

## 우승 혜택
- 우승 상금 3억원
- 현대자동차 아반떼
- 현대자동차 엑센트
- 심사위원 소속 기획사 선택권

## 시청률
| 회차   | 방송일    | TNmS 시청률    | AGB 시청률     |
| 회차   | 방송일    | 대한민국(전국) | 대한민국(전국) |
| 2013년 | 2013년    | 2013년         | 2013년         |
| ------ | --------- | -------------- | -------------- |
| 1      | 11월 24일 | 8.8%           | 8.4%           |
| 2      | 12월 1일  | 8.6%           | 9.0%           |
| 3      | 12월 8일  | 9.1%           | 10.7%          |
| 4      | 12월 15일 | 9.4%           | 11.0%          |
| 5      | 12월 22일 | 9.2%           | 9.8%           |
| 6      | 12월 29일 | 8.4%           | 10.6%          |
| 2014년 |           |                |                |
| 7      | 1월 5일   | 10.2%          | 11.6%          |
| 8      | 1월 12일  | 10.0%          | 11.7%          |
| 9      | 1월 19일  | 9.8%           | 11.2%          |
| 10     | 1월 26일  | 11.1%          | 12.9%          |
| 11     | 2월 2일   | 10.9%          | 10.8%          |
| 12     | 2월 9일   | 12.1%          | 12.7%          |
| 13     | 2월 16일  | 10.3%          | 11.5%          |
| 14     | 2월 23일  | 10.6%          | 11.9%          |
| 15     | 3월 2일   | 9.7%           | 10.5%          |
| 16     | 3월 9일   | 9.4%           | 10.5%          |
| 17     | 3월 16일  | 8.9%           | 9.5%           |
| 18     | 3월 23일  | 8.5%           | 11.0%          |
| 19     | 3월 30일  | 8.8%           | 10.2%          |
| 20     | 4월 6일   | 8.2%           | 9.1%           |
| 21     | 4월 13일  | 9.1%           | 9.5%           |

- 위의 시청률은 TNmS와 AGB닐슨에서 공개한 시청률로 빨간색 숫자는 최고 시청률, 파란색 숫자는 최저 시청률을 나타낸다.

## 오디션 및 결과
- 방송 방영을 기준으로 작성이 되었으며, 실제 오디션에 참가하였지만 방송되지 않은 내용은 제외되었다.

### 본선 1라운드 탤런트 오디션
- 본선 1라운드 오디션은 세 심사위원중 2명 이상이 합격 버튼을 눌러야 진출이 가능하다.
- 합격시 'O'표시, 불합격시 'X'표시를 했으며, 합/불을 알 수 없는 경우에는 '?'표시를 했다.
- 결과의 경우 '진출', '탈락'으로 표시를 했으며, 알 수 없는 경우에는 '?'표시, 다른 회에서 진출을 했다고 알 수 있는 경우에도 '진출'으로 표시를 했다.
- 각 심사위원은 본선 1라운드 녹화 도중 단 1번 씩만 심사위원 재량으로 해당 팀을 다음 라운드로 진출시키는 와일드 카드를 사용할 수 있다.

| 회수 | 순서 | 이름/팀명    | 공연내용                              | 합격/불합격 | 합격/불합격 | 합격/불합격 | 결과 | 특이사항                                                       |
| 회수 | 순서 | 이름/팀명    | 공연내용                              | JYP         | YG          | 안테나 뮤직 | 결과 | 특이사항                                                       |
| ---- | ---- | ------------ | ------------------------------------- | ----------- | ----------- | ----------- | ---- | -------------------------------------------------------------- |
| 1회  | 1    | 김아현       | 자작곡 - 그냥(Let It Be)              | ㅇ          | ㅇ          | ×           | 진출 |                                                                |
| 1회  | 2    | 김은주       | 비욘세 - If I were a Boy              | ㅇ          | ㅇ          | ㅇ          | 진출 |                                                                |
| 1회  | 3    | 피터한       | 킹스오브 리온 - Use Somebody          | ×           | ㅇ          | ㅇ          | 진출 |                                                                |
| 1회  | 4    | 뚝두바예바   | 아이유 - Rain Drop                    | ㅇ          | ㅇ          | ㅇ          | 진출 |                                                                |
| 1회  | 5    | 한희준       | 제임스 모리슨 - You Give me Something | ㅇ          | ㅇ          | ㅇ          | 진출 |                                                                |
| 1회  | 6    | 짜리몽땅     | 휘트니 휘스톤 - I have Nothing        | ㅇ          | ㅇ          | ㅇ          | 진출 | - 여인혜, 박나진, 류태경                                       |
| 1회  | 7    | 정세운       | 자작곡 - 엄마 잠깐만요                | ㅇ          | ㅇ          | ㅇ          | 진출 |                                                                |
| 1회  | 8    | 이채영       | 신디로퍼 - True Colors                | ㅇ          | ㅇ          | ㅇ          | 진출 |                                                                |
| 2회  | 1    | 임영은       | 잭슨파이브 - Who's Loving You         | ㅇ          | ×           | ㅇ          | 진출 |                                                                |
| 2회  | 2    | 류지수       | 김광석 - 잊어야 한다는 마음으로       | ㅇ          | ×           | ㅇ          | 진출 |                                                                |
| 2회  | 3    | 야오웨이타오 | 시크릿가든 - You Raise Me Up          | ㅇ          | ㅇ          | ㅇ          | 진출 |                                                                |
| 2회  | 4    | 남영주       | 유성은 - 이대로 멈춰                  | ㅇ          | ㅇ          | ㅇ          | 진출 |                                                                |
| 2회  | 5    | 농촌아이들   | 마룬5 - Sunday Morning                | ×           | ㅇ          | ㅇ          | 진출 | - 황인수, 이정진, 조주영                                       |
| 2회  | 6    | 장한나       | 에이미와인하우스 - Valerie            | ㅇ          | ㅇ          | ㅇ          | 진출 |                                                                |
| 2회  | 7    | 이채연       | 엘라피츠제럴드 - Lullaby of birdland  | ㅇ          | ㅇ          | ㅇ          | 진출 |                                                                |
| 2회  | 8    | 이채령       | 아이유 - Someday                      | ㅇ          | ㅇ          | ㅇ          | 진출 |                                                                |
| 2회  | 9    | 샘 김        | 에이모스리 - Sweet Pea                | ㅇ          | ㅇ          | ㅇ          | 진출 |                                                                |
| 3회  | 1    | 엘레미크     | 십센치 - 사랑은 은하수 다방에서       | ×           | ㅇ          | ㅇ          | 진출 |                                                                |
| 3회  | 2    | 브로디       | 조디밴스 - Part of your World         | ㅇ          | ×           | ㅇ          | 진출 |                                                                |
| 3회  | 3    | 강전욱       | 런 - We are Young                     | ×           | ㅇ          | ㅇ          | 진출 |                                                                |
| 3회  | 4    | 전유화       | 에이미와인하우스 - Stronger Then Me   | ㅇ          | ㅇ          | ㅇ          | 진출 |                                                                |
| 3회  | 5    | 퍼스트원     | Remix - Please Don't Go + 나쁜기집애  | ×           | ×           | ?           | 진출 | - YG 양현석 와일드카드로 진출 (김연비, 손현진, 유효진, 전희선) |
| 3회  | 6    | 알 맹        | 로빈시크 - Blurred Lines              | ㅇ          | ㅇ          | ㅇ          | 진출 | - 최린, 이해용                                                 |
| 3회  | 7    | 허은율       | 루나플라이 - 얼마나 좋을까            | ㅇ          | ×           | ㅇ          | 진출 |                                                                |
| 3회  | 8    | 배민아       | 마룬5 - Sunday Morning                | ㅇ          | ㅇ          | ㅇ          | 진출 |                                                                |
| 3회  | 9    | 홍정희       | 김예림 -잘 알지도 못하면서            | ㅇ          | ㅇ          | ㅇ          | 진출 |                                                                |

### 본선 2라운드 상중하 오디션
- 본선 2라운드 오디션 시작 전 참가자들이 JYP(박진영), YG(양현석), 안테나 뮤직(유희열)중 1명을 골라 각 심사위원들에게 개인 점검을 받은 뒤, 각각 상, 중, 하그룹으로 배정을 받고 시작한다.[5]
- 본 오디션에서는 상, 중, 하 그룹 참가자들이 한꺼번에 입장해서 순서대로 공연을 보여주고 심사평을 들은 뒤, 마지막에 세 심사위원의 합의[6]로 다음 라운드 진출자를 결정한다.
- 상 그룹은 합격에 제한이 없으며, 중 그룹은 1/3 이상 탈락하고 나머지만 다음 라운드 진출. 하 그룹은 최대 3명만이 다음 라운드만 진출하게 된다.
- 조편성으로 인한 불이익을 최소화하기 위해 마지막에 세 심사위원의 합의로 몇 명을 추가 선발했다.
- 결과의 경우 '진출', '탈락'으로 표시했다.

| 회수 | 그룹        | 순서 | 이름/팀명     | 공연내용                          | 결과 | 특이사항                       |
| ---- | ----------- | ---- | ------------- | --------------------------------- | ---- | ------------------------------ |
| 4회  | 상1조       | 1    | 남영주        | 화요비 - 이런 밤                  | 진출 |                                |
| 4회  | 상1조       | 2    | 김기련        | 스티비원더 - Overjoyed            | 진출 |                                |
| 4회  | 상1조       | 3    | 알맹          | 박진영 - 니가 사는 그집           | 진출 |                                |
| 4회  | 상1조       | 4    | 허은율        | 임정희 - 눈물이 안났어            | 진출 |                                |
| 4회  | 상1조       | 5    | 버나드 박     | 보이즈투맨 - End Of The Roead     | 진출 |                                |
| 4회  | 상1조       | -    | 류지수        | -                                 | 진출 |                                |
| 4회  | 상1조       | -    | 이승민        | -                                 | 진출 |                                |
| 4회  | 상1조       | -    | 조이김        | -                                 | 탈락 |                                |
| 4회  | 상1조       | -    | 최다슬        | -                                 | 탈락 |                                |
| 4회  | 하1조       | 1    | 정세운        | 자작곡 - 부산이 최고야            | 진출 |                                |
| 4회  | 하1조       | 2    | 브로디        | 데이비드 게타 - Titanium          | 진출 |                                |
| 5회  | 하1조       | 1    | 아비가일김    | 브루노 마스 - When I Was Your Man | 진출 |                                |
| 5회  | 하1조       | 2    | 농촌아이들    | 보아 - 아틀란티스 소녀            | 탈락 | - 이정진 만 추가진출           |
| 5회  | 상2조       | 1    | 권진아        | 박진영 - 나 여자가 있는데         | 진출 |                                |
| 5회  | 상2조       | 2    | 임영은        | 저니 - Open Arms                  | 진출 |                                |
| 5회  | 상2조       | 3    | 박하은        | 자작곡 - 나쁘다                   | 진출 |                                |
| 5회  | 상2조       | 4    | 장한나        | 아델 - Tuming Tables              | 진출 |                                |
| 5회  | 상2조       | 5    | 이채영        | 렌카 - The Show                   | 진출 |                                |
| 5회  | 상2조       | 6    | 전유화        | 임정희 - 시계태엽                 | 탈락 | - 추가 진출                    |
| 5회  | 상2조       | 7    | 김수현        | 나오미 - The Red                  | 진출 |                                |
| 5회  | 상2조       | 8    | 강전욱        | 마이클잭슨 - Man In The Mirror    | 탈락 | - 추가 진출                    |
| 5회  | 상2조       | 9    | 배민아        | 브루노 마스 - Grenade             | 진출 |                                |
| 5회  | 중1조       | 1    | 홍정희        | 에일리 - Heaven                   | 진출 |                                |
| 5회  | 중1조       | 2    | 한희준        | 김조한 - 사랑해요                 | 진출 |                                |
| 6회  | 상3조       | 1    | 짜리몽땅      | 머라이어 캐리 - Always Be My Baby | 진출 |                                |
| 6회  | 상3조       | 2    | 샘김          | 앨런 스톤 - The Bed I Made        | 진출 |                                |
| 6회  | 중2조       | 1    | 김아현        | 자작곡 - Get Out Of Your Frame    | 진출 |                                |
| 6회  | 중2조       | 2    | 정진우        | 유재하 - 사랑하기 때문에          | 진출 |                                |
| 6회  | 중2조       | 3    | 야오 웨이타오 | 데이비드 타오 - Baby Baby         | 진출 |                                |
| 6회  | 중2조       | 4    | 조윤경        | 빌리 조엘 - Vienna                | 진출 |                                |
| 6회  | 중2조       | 5    | 박다혜        | 노을 - 만약에 말야                | 진출 |                                |
| 6회  | 중2조       | 6    | 최유리        | 박진영 - Kiss Me                  | 진출 |                                |
| 6회  | 추가 진출자 | 1    | 맹정은        | -                                 | 진출 |                                |
| 6회  | 추가 진출자 | 2    | 최효진        | -                                 | 진출 |                                |
| 6회  | 추가 진출자 | 3    | 전유화        | -                                 | 진출 |                                |
| 6회  | 추가 진출자 | 4    | 강전욱        | -                                 | 진출 |                                |
| 6회  | 추가 진출자 | 5    | 피터한        | -                                 | 진출 |                                |
| 6회  | 추가 진출자 | 6    | 이정진        | -                                 | 진출 | - 농촌아이들 중 이정진 만 진출 |

### 본선 3라운드 쇼케이스
- 본선 3라운드 쇼케이스 시작 전 참가자들이 알아서 팀을 구성한다. 그리고 그 팀으로 하나의 공연을 준비해 심사위원들에게 보여준다.
- 본선 3라운드 쇼케이스에서 보여준 공연을 바탕으로 쇼케이스 때의 팀을 유지하거나 심사위원의 재량으로 팀을 재구성한다.[7]
- 결과의 경우 '유지', '해체'으로 표시했다.

| 회수 | 순서 | 팀명            | 이름       | 공연내용                        | 결과 | 특이사항                                                                         |
| ---- | ---- | --------------- | ---------- | ------------------------------- | ---- | -------------------------------------------------------------------------------- |
| 6회  | 1    | R               | 알맹       | 변진섭 - 희망사항               | 해체 | - 알맹의 최린은 최유리,김아란과 다이어트R로, - 이해용은 장지운과 돌멩이로 재구성 |
| 6회  | 1    | R               | 최유리     | 변진섭 - 희망사항               | 해체 | - 알맹의 최린은 최유리,김아란과 다이어트R로, - 이해용은 장지운과 돌멩이로 재구성 |
| 6회  | 1    | R               | 김아란     | 변진섭 - 희망사항               | 해체 | - 알맹의 최린은 최유리,김아란과 다이어트R로, - 이해용은 장지운과 돌멩이로 재구성 |
| 6회  | 2    | EQ              | 버나드박   | 브라이언 맥나이트 - 6, 8, 12    | 유지 |                                                                                  |
| 6회  | 2    | EQ              | 샘김       | 브라이언 맥나이트 - 6, 8, 12    | 유지 |                                                                                  |
| 6회  | 2    | EQ              | 김기련     | 브라이언 맥나이트 - 6, 8, 12    | 유지 |                                                                                  |
| 7회  | 1    | 합채            | 이채연     | 아토믹 키튼 - See Ya            | 유지 |                                                                                  |
| 7회  | 1    | 합채            | 이채영     | 아토믹 키튼 - See Ya            | 유지 |                                                                                  |
| 7회  | 1    | 합채            | 이채령     | 아토믹 키튼 - See Ya            | 유지 |                                                                                  |
| 7회  | 2    | 쑈듀            | 남영주     | 트러블 메이커 - 내일은 없어     | 해체 | - 남영주는 한희준과 찰떡콩떡으로 재구성                                          |
| 7회  | 2    | 쑈듀            | 정진우     | 트러블 메이커 - 내일은 없어     | 해체 | - 남영주는 한희준과 찰떡콩떡으로 재구성                                          |
| 7회  | 3    | 3DifferentGirls | 아비가일김 | 앨리샤 키스 - Girl On Fire      | 유지 |                                                                                  |
| 7회  | 3    | 3DifferentGirls | 브로디     | 앨리샤 키스 - Girl On Fire      | 유지 |                                                                                  |
| 7회  | 3    | 3DifferentGirls | 류지수     | 앨리샤 키스 - Girl On Fire      | 유지 |                                                                                  |
| 7회  | 4    | 쓰담쓰담 커플   | 한희준     | 박정현&김범수 - 사람, 사랑      | 해체 | - 한희준은 남영주와 찰떡콩떡으로, - 허은율은 배드걸로 재구성                     |
| 7회  | 4    | 쓰담쓰담 커플   | 허은율     | 박정현&김범수 - 사람, 사랑      | 해체 | - 한희준은 남영주와 찰떡콩떡으로, - 허은율은 배드걸로 재구성                     |
| 7회  | 5    | 썸띵            | 김아현     | 자작곡 - Something              | 유지 |                                                                                  |
| 7회  | 5    | 썸띵            | 정세운     | 자작곡 - Something              | 유지 |                                                                                  |
| 7회  | 6    | 단발소녀들      | 이다솔     | 비욘세 - single Ladies          | 추가 | - 팀에 다른 참가자 한 명 추가                                                    |
| 7회  | 6    | 단발소녀들      | 이정진     | 비욘세 - single Ladies          | 추가 | - 팀에 다른 참가자 한 명 추가                                                    |
| 7회  | 6    | 단발소녀들      | 홍지수     | 비욘세 - single Ladies          | 추가 | - 팀에 다른 참가자 한 명 추가                                                    |
| 7회  | 7    | 2분의1          | 짜리몽땅   | 마이클 잭슨 - Man In The Mirror | 유지 |                                                                                  |
| 7회  | 7    | 2분의1          | 피터한     | 마이클 잭슨 - Man In The Mirror | 유지 |                                                                                  |

### 본선 3라운드 파이널 오디션
- 본선 3라운드 쇼케이스에서 최종적으로 확정된 팀으로 또 하나의 공연을 준비해 심사위원들에게 보여준다.
- 이번에는 전 시즌과는 달리 추첨을 통해 선발된 팀과 1대 1로 공연을 하며, 승리 팀은 전원 합격이고, 패배 팀은 팀원 중 1명 이상이 무조건 탈락한다.[8]
- 9회에서는 심사위원과 제작진의 합의로 2장의 와일드 카드를 얻어 2팀을 추가 합격 시켰다.
- 결과의 경우 '승', '패'으로 표시했다.

| 회수 | 순서 | 팀명       | 이름          | 공연내용                                    | 결과 | 진출자             | 특이사항                                                             |
| ---- | ---- | ---------- | ------------- | ------------------------------------------- | ---- | ------------------ | -------------------------------------------------------------------- |
| 7회  | 1-1  | 포텐       | 전유화        | 이효리 - BAD GIRLS                          | 패   | 임영은             |                                                                      |
| 7회  | 1-1  | 포텐       | 맹정은        | 이효리 - BAD GIRLS                          | 패   | 임영은             |                                                                      |
| 7회  | 1-1  | 포텐       | 박다혜        | 이효리 - BAD GIRLS                          | 패   | 임영은             |                                                                      |
| 7회  | 1-1  | 포텐       | 임영은        | 이효리 - BAD GIRLS                          | 패   | 임영은             |                                                                      |
| 7회  | 1-2  | 투미닛     | 조윤경        | 에이미 와인하우스 - Rehab                   | 승   | 전원               |                                                                      |
| 7회  | 1-2  | 투미닛     | 장한나        | 에이미 와인하우스 - Rehab                   | 승   | 전원               |                                                                      |
| 7회  | 1-2  | 투미닛     | 김수현        | 에이미 와인하우스 - Rehab                   | 승   | 전원               |                                                                      |
| 8회  | 2-1  | 합채       | 이채연        | 에이틴스 - Upside Down, 원타임 - Nasty      | 승   | 전원               |                                                                      |
| 8회  | 2-1  | 합채       | 이채령        | 에이틴스 - Upside Down, 원타임 - Nasty      | 승   | 전원               |                                                                      |
| 8회  | 2-1  | 합채       | 이채영        | 에이틴스 - Upside Down, 원타임 - Nasty      | 승   | 전원               |                                                                      |
| 8회  | 2-2  | 썸띵       | 정세운        | 자작곡 - 1020                               | 패   | 김아현             | - 정세운은 와일드 카드로 합격 (김아현과 썸띵으로 활동하는 조건 합격) |
| 8회  | 2-2  | 썸띵       | 김아현        | 자작곡 - 1020                               | 패   | 김아현             | - 정세운은 와일드 카드로 합격 (김아현과 썸띵으로 활동하는 조건 합격) |
| 8회  | 3-1  | 야홍       | 홍정희        | 머라이어 캐리, 루더 밴드로스 - Endless Love | 승   | 전원               |                                                                      |
| 8회  | 3-1  | 야홍       | 야오 웨이타오 | 머라이어 캐리, 루더 밴드로스 - Endless Love | 승   | 전원               |                                                                      |
| 8회  | 3-2  | 러블리걸스 | 아비가일 김   | 피프틴앤드 - I DREAM                        | 패   | 아비가일 김 류지수 | - 브로디는 와일드 카드로 합격                                        |
| 8회  | 3-2  | 러블리걸스 | 브로디        | 피프틴앤드 - I DREAM                        | 패   | 아비가일 김 류지수 | - 브로디는 와일드 카드로 합격                                        |
| 8회  | 3-2  | 러블리걸스 | 류지수        | 피프틴앤드 - I DREAM                        | 패   | 아비가일 김 류지수 | - 브로디는 와일드 카드로 합격                                        |
| 8회  | 4-1  | 2분의1     | 여인혜        | 박진영 - 날 떠나지마                        | 승   | 전원               |                                                                      |
| 8회  | 4-1  | 2분의1     | 박나진        | 박진영 - 날 떠나지마                        | 승   | 전원               |                                                                      |
| 8회  | 4-1  | 2분의1     | 류태경        | 박진영 - 날 떠나지마                        | 승   | 전원               |                                                                      |
| 8회  | 4-1  | 2분의1     | 피터 한       | 박진영 - 날 떠나지마                        | 승   | 전원               |                                                                      |
| 8회  | 4-2  | E.Q        | 버나드 박     | 브라운 아이드 소울 - My Everything          | 패   | 버나드 박 샘 김    |                                                                      |
| 8회  | 4-2  | E.Q        | 김기련        | 브라운 아이드 소울 - My Everything          | 패   | 버나드 박 샘 김    |                                                                      |
| 8회  | 4-2  | E.Q        | 샘 김         | 브라운 아이드 소울 - My Everything          | 패   | 버나드 박 샘 김    |                                                                      |
| 9회  | 1-1  | 찰떡콩떡   | 남영주        | 김태우 - 내가야!하면넌예!                   | 승   | 전원               |                                                                      |
| 9회  | 1-1  | 찰떡콩떡   | 한희준        | 김태우 - 내가야!하면넌예!                   | 승   | 전원               |                                                                      |
| 9회  | 1-2  | 미스터리송 | 송지섭        | 지드래곤 - Heartbreaker                     | 패   | 없음               |                                                                      |
| 9회  | 1-2  | 미스터리송 | 준리          | 지드래곤 - Heartbreaker                     | 패   | 없음               |                                                                      |
| 9회  | 2 -1 | 다이어트R  | 최린          | 2NE1 - 날 따라해 봐요                       | 승   | 전원               |                                                                      |
| 9회  | 2 -1 | 다이어트R  | 최유리        | 2NE1 - 날 따라해 봐요                       | 승   | 전원               |                                                                      |
| 9회  | 2 -1 | 다이어트R  | 김아란        | 2NE1 - 날 따라해 봐요                       | 승   | 전원               |                                                                      |
| 9회  | 2 -2 | 돌멩이     | 이해용        | 임재범 - 이 밤이 지나면                     | 패   | 이해용             |                                                                      |
| 9회  | 2 -2 | 돌멩이     | 장지운        | 임재범 - 이 밤이 지나면                     | 패   | 이해용             |                                                                      |

- 브로디 B와 정세운이 와일드 카드로 합격하였으며, 이 중 정세운은 김아현 과 남은 시합을 썸띵이라는 그룹으로 활동할 것을 조건으로 합격되었다.

### 본선 4라운드 캐스팅 오디션
- 기존의 캐스팅 오디션 파이널과 비슷하게 참가자의 경연이 끝난 후 세 심사위원 각각 6장[9]씩 가지고 있는 캐스팅 카드를 이용하여 참가자들을 합격시킨다. 이 때 캐스팅을 받지 못한 참가자는 탈락하며, 캐스팅을 받으면 해당 심사위원의 소속사에서 트레이닝을 받는다.
- 이번에는 전 시즌과는 달리 캐스팅 오디션이 단 한번 뿐이다.[10]
- 이번 시즌에는 시즌 2[11]와 마찬가지로 심사위원 재량으로 그룹으로 경연한 참가자들을 남은 시합을 같은 그룹으로 활동할 것을 조건으로 한꺼번에 캐스팅 할 수 있으며, 이 때 캐스팅 카드는 1장만 사용한 것으로 처리한다.
- 특이한 점은 심사위원이 자신의 캐스팅 순서가 아닐 때에도 심사위원에게 단 1장씩만 주어지는 우선권을 이용해서 참가자를 한꺼번에 캐스팅 할 수 있다.[12]
- 참가자는 심사위원의 결정에 따라 기존 3라운드 팀 미션 파이널과 같은 팀으로 참가하거나[13], 팀을 해체하고 솔로로 혹은 더 작은 팀으로 참가하거나[14], 혹은 서로 다른 팀에 있었던 팀원들을 각각 차출 및 재결합하여 새로운 팀을 만들기도 하였다.[15]
- 솔로로 참가한 경우 팀명에 솔로, 팀명이 언급되지 않은 경우 팀명에 -으로 표시한다.

| 회수 | 순서 | 팀명        | 이름                   | 공연내용                                 | 캐스팅     | 특이사항                       |
| ---- | ---- | ----------- | ---------------------- | ---------------------------------------- | ---------- | ------------------------------ |
| 9회  | 1    | 투미닛      | 조윤경                 | 원더걸스 - Be My Baby                    | YG         | - 그룹으로 진출                |
| 9회  | 1    | 투미닛      | 장한나                 | 원더걸스 - Be My Baby                    | YG         | - 그룹으로 진출                |
| 9회  | 1    | 투미닛      | 김수현                 | 원더걸스 - Be My Baby                    | YG         | - 그룹으로 진출                |
| 9회  | 2    | 솔로        | 이채영                 | 씨로그린 - Forget You                    | YG         | - YG 양현석 우선권 사용        |
| 10회 | 1    | Wings(윙즈) | 홍정희                 | 박정현 - 미안해                          | 안테나뮤직 |                                |
| 10회 | 1    | Wings(윙즈) | 배민아                 | 박정현 - 미안해                          | YG         |                                |
| 10회 | 2    | 완전채      | 이채연                 | 윤하 - 혜성                              | JYP        | - 그룹으로 진출                |
| 10회 | 2    | 완전채      | 이채령                 | 윤하 - 혜성                              | JYP        | - 그룹으로 진출                |
| 10회 | 3    | 비상        | 야오웨이타오           | 프랭키 발리 - Can't Take My Off You      | JYP        |                                |
| 10회 | 3    | 비상        | 피터한                 | 프랭키 발리 - Can't Take My Off You      | 안테나뮤직 |                                |
| 10회 | 4    | 짜리몽땅    | 여인혜, 박나진, 류태경 | 씨스타 - Loving U                        | YG         |                                |
| 10회 | 5    | 라이커스    | 아비가일김             | 김범수 - Like                            | YG         |                                |
| 10회 | 5    | 라이커스    | 김아란                 | 김범수 - Like                            | 탈락       |                                |
| 10회 | 5    | 라이커스    | 류지수                 | 김범수 - Like                            | 탈락       |                                |
| 10회 | 5    | 라이커스    | 임영은                 | 김범수 - Like                            | 탈락       |                                |
| 10회 | 6    | R패밀리     | 알맹                   | 릴 마마 - G-Slide(Tour Bus)              | JYP        |                                |
| 10회 | 6    | R패밀리     | 브로디                 | 릴 마마 - G-Slide(Tour Bus)              | JYP        |                                |
| 10회 | 7    | 배드걸      | 권진아                 | 비 - 나쁜남자                            | 안테나뮤직 |                                |
| 10회 | 7    | 배드걸      | 허은율                 | 비 - 나쁜남자                            | 안테나뮤직 | - 안테나뮤직 유희열 추가캐스팅 |
| 10회 | 7    | 배드걸      | 이주은                 | 비 - 나쁜남자                            | 탈락       |                                |
| 11회 | 1    | 썸띵        | 정세운,김아현          | 자작곡 - 헷갈려                          | 안테나뮤직 |                                |
| 11회 | 2    | 찰떡콩떡    | 남영주                 | 박진영(feat,가인) - 다른 사람품에 안겨서 | JYP        |                                |
| 11회 | 2    | 찰떡콩떡    | 한희준                 | 박진영(feat,가인) - 다른 사람품에 안겨서 | YG         |                                |
| 11회 | 3    | 솔로        | 이정진                 | 박기영 - 시작                            | 탈락       |                                |
| 11회 | 4    | BnS         | 버나드 박              | 2NE1 - 아파                              | JYP        |                                |
| 11회 | 4    | BnS         | 샘 김                  | 2NE1 - 아파                              | 안테나뮤직 |                                |

- 허은율은 안테나뮤직에 남은 1장의 캐스팅 카드로 추가 합격되었다.
- YG에 캐스팅된 투미닛의 장한나는 솔로로 확정되고, 대신 아비가일김을 투미닛에 합류하였다.

- 최종결과(캐스팅 순서로)

| 소속사                     | 참가자                               | 참가자                | 참가자              |
| -------------------------- | ------------------------------------ | --------------------- | ------------------- |
| Antenna Music (안테나뮤직) | 홍정희                               | 피터한                | 권진아              |
| Antenna Music (안테나뮤직) | 허은율                               | 썸띵 (정세운, 김아현) | 샘김                |
| JYP                        | 완전채 (이채연, 이채령)              | 야오웨이타오          | 알맹 (이해용, 최린) |
| JYP                        | 브로디                               | 남영주                | 버나드 박           |
| YG                         | 원미닛 (김수현, 아비가일 김, 조윤경) | 이채영                | 배민아              |
| YG                         | 짜리몽땅 (여인혜, 박나진, 류태경)    | 장한나                | 한희준              |

### 본선 5라운드 배틀 오디션(18팀, 25명)
- 이번에는 상대 전력을 미리 파악하기 위한 목적으로 배틀 오디션 10일 전에 예비 시합을 가졌다.
- 회사별로 6명씩 캐스팅한 총 18팀을 회사가 정한 공연 순서에 의하여 1팀씩 출연 3팀이 Round별 대결한다.
- Round 대결공연에 대하여 심사위원 협의하에 순위를 1위 ~ 3위까지 결정하고 1위는 Top10 진출, 2위는 보류하였다가 추후 재대결하여 결정, Top10에 진출하게 되며, 3위는 무조건 탈락한다.
- 결과의 경우 1위 'Top10 진출', 2위 '재대결(보류)', 3위 '탈락'으로 표시했다.
- 13회 4라운드에서 1위, 3위가 없어 8팀이 재대결을 펼친 후 심사위원의 협의 하에 따라 5팀이 Top10 경연에 진출을 하게 되었다.

| 회수 | Round          | 순서 | 트레이닝   | 이름/팀명    | 공연내용                                     | 순위 | 결과       | 특이사항                                                                                        |
| ---- | -------------- | ---- | ---------- | ------------ | -------------------------------------------- | ---- | ---------- | ----------------------------------------------------------------------------------------------- |
| 11회 | 기습배틀       | 1    | YG         | 짜리몽땅     | 서태지와 아이들 - 난 알아요                  | 2위  | 예비시합   | - YG에서 시합하였다.                                                                            |
| 11회 | 기습배틀       | 2    | 안테나뮤직 | 홍정희       | 박정현 - 오랜만에                            | 3위  | 예비시합   | - YG에서 시합하였다.                                                                            |
| 11회 | 기습배틀       | 3    | JYP        | 버나드박     | 스티비 원더 - Lately                         | 1위  | 예비시합   | - YG에서 시합하였다.                                                                            |
| 12회 | 1              | 1    | JYP        | 남영주       | 토니 브랙스턴 - Un-break My Herat            | 2위  | 재대결     |                                                                                                 |
| 12회 | 1              | 2    | YG         | 원미닛       | 크리스티나 아길레라 - Ain't No Other Man     | 3위  | 탈락       |                                                                                                 |
| 12회 | 1              | 3    | 안테나뮤직 | 권진아       | 태양 - I Need A Girl                         | 1위  | Top10 진출 |                                                                                                 |
| 12회 | 2              | 1    | 안테나뮤직 | 홍정희       | 최백호 - 낭만에 대하여                       | 3위  | 탈락       |                                                                                                 |
| 12회 | 2              | 2    | YG         | 배민아       | 키샤 콜 - Love                               | 2위  | 재대결     |                                                                                                 |
| 12회 | 2              | 3    | JYP        | 알맹         | 2NE1 - Ugly                                  | 1위  | Top10 진출 |                                                                                                 |
| 13회 | 3              | 1    | JYP        | 야오웨이타오 | 루더 밴드로스 - Dance With My Father         | 3위  | 탈락       |                                                                                                 |
| 13회 | 3              | 2    | 안테나뮤직 | 샘김         | Ra.D(라디) - I'm In Love                     | 1위  | Top10 진출 |                                                                                                 |
| 13회 | 3              | 3    | YG         | 짜리몽땅     | 조지 마이클 - Faith                          | 2위  | 재대결     |                                                                                                 |
| 13회 | 4              | 1    | JYP        | 완전채       | 비 - It's Raining                            | 2위  | 재대결     | - 1위(TOP10진출)도 3위(탈락)도 없음                                                             |
| 13회 | 4              | 2    | 안테나뮤직 | 썸띵         | 자작곡 - Excuse Me                           | 2위  | 재대결     | - 1위(TOP10진출)도 3위(탈락)도 없음                                                             |
| 13회 | 4              | 3    | YG         | 장한나       | 이은하 - 미소를 띄우며 나를 보낸 그 모습처럼 | 2위  | 재대결     | - 1위(TOP10진출)도 3위(탈락)도 없음                                                             |
| 13회 | 5              | 1    | 안테나뮤직 | 피터한       | 존 박 - 이게아닌데                           | 2위  | 재대결     | - JYP브로디는 14회 공연분                                                                       |
| 13회 | 5              | 2    | YG         | 한희준       | 김범수 - 지나간다                            | 1위  | Top10 진출 | - JYP브로디는 14회 공연분                                                                       |
| 13회 | 5              | 3    | JYP        | 브로디       | 보니 M - sunny                               | 3위  | 탈락       | - JYP브로디는 14회 공연분                                                                       |
| 14회 | 6              | 1    | YG         | 이채영       | 잭슨 파이브 - i want you back                | 2위  | 재대결     |                                                                                                 |
| 14회 | 6              | 2    | JYP        | 버나드 박    | 박승화 - 사랑해요                            | 1위  | Top10 진출 |                                                                                                 |
| 14회 | 6              | 3    | 안테나뮤직 | 허은율       | 태양 - 나만 바라봐                           | 3위  | 탈락       |                                                                                                 |
| 14회 | 패 자 부 활 전 | 1    | 안테나뮤직 | 썸띵         | 서태지와 아이들 - Come Back Home             |      | Top10 진출 | - 심사위원 전원일치 진출자 (짜리몽땅, 장한나, 배민아) - 심사위원 의견합의 진출자 (남영주, 썸띵) |
| 14회 | 패 자 부 활 전 | 2    | YG         | 배민아       | 휘트니 휴스턴 - I Wanna Dance With Somebody  |      | Top10 진출 | - 심사위원 전원일치 진출자 (짜리몽땅, 장한나, 배민아) - 심사위원 의견합의 진출자 (남영주, 썸띵) |
| 14회 | 패 자 부 활 전 | 3    | JYP        | 완전채       | 셰어 로이드 - Swagger Jagger                 |      | 탈락       | - 심사위원 전원일치 진출자 (짜리몽땅, 장한나, 배민아) - 심사위원 의견합의 진출자 (남영주, 썸띵) |
| 14회 | 패 자 부 활 전 | 4    | JYP        | 남영주       | 린 - 보통 여자                               |      | Top10 진출 | - 심사위원 전원일치 진출자 (짜리몽땅, 장한나, 배민아) - 심사위원 의견합의 진출자 (남영주, 썸띵) |
| 14회 | 패 자 부 활 전 | 5    | YG         | 짜리몽땅     | 데스티니스 차일드 - Stand Up For Love        |      | Top10 진출 | - 심사위원 전원일치 진출자 (짜리몽땅, 장한나, 배민아) - 심사위원 의견합의 진출자 (남영주, 썸띵) |
| 14회 | 패 자 부 활 전 | 6    | YG         | 이채영       | 모카 - Happy!                                |      | 탈락       | - 심사위원 전원일치 진출자 (짜리몽땅, 장한나, 배민아) - 심사위원 의견합의 진출자 (남영주, 썸띵) |
| 14회 | 패 자 부 활 전 | 7    | YG         | 장한나       | 멜라니 피오나 - Give It To Me Right          |      | Top10 진출 | - 심사위원 전원일치 진출자 (짜리몽땅, 장한나, 배민아) - 심사위원 의견합의 진출자 (남영주, 썸띵) |
| 14회 | 패 자 부 활 전 | 8    | 안테나뮤직 | 피터 한      | 자작곡 - Help from Above                     |      | 탈락       | - 심사위원 전원일치 진출자 (짜리몽땅, 장한나, 배민아) - 심사위원 의견합의 진출자 (남영주, 썸띵) |

- 최종결과 YG가 6팀 중 4팀을 합격시켜 가장 높은 66.7%의 합격률을 보였고, 안테나뮤직, JYP가 6팀 중 3팀으로 50%의 합격률을 나타내었다.

### 본선 6라운드 스테이지 오디션(TOP 10 경연: Top 8 결정전)
- Top10 합격자 명단 (가나다 순)
  - 권진아 : 1997년 7월 18일생 : 예문여자고등학교
  - 남영주 : 1991년 8월 3일생 : 동아방송예술대학교 실용음악과 (2010-2011), 호원대학교 실용음악과 재학 (2012-)
  - 배민아 : 6월 9일생 : 한국외국인학교
  - 버나드박 : 1993년 1월 29일생 : 조지아위닛대학
  - 샘김 : 1998년생 2월 19일생 : 미국 시애틀
  - 썸띵
    - 김아현 : 1992년 12월 30일생
    - 정세운 : 1997년 5월 31일생 : 금성고등학교

  - 알맹
    - 이해용 : 1990년 10월 31일생
    - 최린 : 1991년 10월 11일생

  - 장한나 : 1996년 1월 9일생 : 덕소고등학교 졸업, 서울예술대학교 합격
  - 짜리몽땅
    - 류태경 : 1995년 9월 5일생 : 경북예술고등학교
    - 박나진 : 1995년 8월 18일생 : 경북예술고등학교
    - 여인혜 : 1995년 3월 4일생 : 경북예술고등학교

  - 한희준 : 1989년 4월 20일생 : 미국 뉴욕

- Top10 오디션
  - 양현석, 박진영, 유희열 세 심사위원 뿐 아니라 100인의 시청자 심사위원들이 평가하는 오디션
  - 여기서 뽑힌 TOP8이 생방송 오디션에 돌입된다.
  - Top10을 조 추첨으로 5팀씩 A조와 B조로 나누어 경연을 하여 각 조의 상위 3팀은 Top8로 바로 진출하고
 각 조의 하위 2팀은 탈락후보대상으로 공연이 끝난 후에 시청자 심사위원의 비밀투표로 탈락후보대상 4팀중 Top8에 진출할 2팀을 뽑는다.

| 회수 | 조별 | 공연순서 | 트레이닝   | 이름/팀명 | 공연내용                       | 순위     | 결과      | 특이사항 |
| ---- | ---- | -------- | ---------- | --------- | ------------------------------ | -------- | --------- | --- |
| 15회 | A조  | A-1      | 안테나뮤직 | 샘김      | 지드래곤 - 그XX                | 탈락대상 | Top8 진출 | - 하위 4팀은 탈락후보 대상으로 A조, B조공연이 끝난 후에 시청자 심사위원의 비밀투표로 Top8에 진출할 2팀을 뽑는다. - 권진아는 강력한 우승후보로 꼽히는 '알버짜'를 모두 제치고 A조의 1위에 오름 - 시청자 심사위원 투표 결과 : 107명 중 버나드 박 42표(39.3%), 샘김 31표(29.0%)로 Top8에 진출 |
| 15회 | A조  | A-2      | YG         | 짜리몽땅  | 브라운 아이드 소울 - BrownCity | 2위      | Top8 진출 | - 하위 4팀은 탈락후보 대상으로 A조, B조공연이 끝난 후에 시청자 심사위원의 비밀투표로 Top8에 진출할 2팀을 뽑는다. - 권진아는 강력한 우승후보로 꼽히는 '알버짜'를 모두 제치고 A조의 1위에 오름 - 시청자 심사위원 투표 결과 : 107명 중 버나드 박 42표(39.3%), 샘김 31표(29.0%)로 Top8에 진출 |
| 15회 | A조  | A-3      | 안테나뮤직 | 권진아    | 프라이머리 - 씨스루            | 1위      | Top8 진출 | - 하위 4팀은 탈락후보 대상으로 A조, B조공연이 끝난 후에 시청자 심사위원의 비밀투표로 Top8에 진출할 2팀을 뽑는다. - 권진아는 강력한 우승후보로 꼽히는 '알버짜'를 모두 제치고 A조의 1위에 오름 - 시청자 심사위원 투표 결과 : 107명 중 버나드 박 42표(39.3%), 샘김 31표(29.0%)로 Top8에 진출 |
| 15회 | A조  | A-4      | JYP        | 버나드박  | 김태우 - 하고 싶은 말          | 탈락대상 | Top8 진출 | - 하위 4팀은 탈락후보 대상으로 A조, B조공연이 끝난 후에 시청자 심사위원의 비밀투표로 Top8에 진출할 2팀을 뽑는다. - 권진아는 강력한 우승후보로 꼽히는 '알버짜'를 모두 제치고 A조의 1위에 오름 - 시청자 심사위원 투표 결과 : 107명 중 버나드 박 42표(39.3%), 샘김 31표(29.0%)로 Top8에 진출 |
| 15회 | A조  | A-5      | JYP        | 알맹      | 송창식 - 담배가게 아가씨       | 3위      | Top8 진출 | - 하위 4팀은 탈락후보 대상으로 A조, B조공연이 끝난 후에 시청자 심사위원의 비밀투표로 Top8에 진출할 2팀을 뽑는다. - 권진아는 강력한 우승후보로 꼽히는 '알버짜'를 모두 제치고 A조의 1위에 오름 - 시청자 심사위원 투표 결과 : 107명 중 버나드 박 42표(39.3%), 샘김 31표(29.0%)로 Top8에 진출 |
| 16회 | B조  | B-1      | YG         | 한희준    | 김건모 - 미련                  | 1위      | Top8 진출 | - 하위 4팀은 탈락후보 대상으로 A조, B조공연이 끝난 후에 시청자 심사위원의 비밀투표로 Top8에 진출할 2팀을 뽑는다. - 권진아는 강력한 우승후보로 꼽히는 '알버짜'를 모두 제치고 A조의 1위에 오름 - 시청자 심사위원 투표 결과 : 107명 중 버나드 박 42표(39.3%), 샘김 31표(29.0%)로 Top8에 진출 |
| 16회 | B조  | B-2      | YG         | 배민아    | 애즈원 - Day By Day            | 3위      | Top8 진출 | - 하위 4팀은 탈락후보 대상으로 A조, B조공연이 끝난 후에 시청자 심사위원의 비밀투표로 Top8에 진출할 2팀을 뽑는다. - 권진아는 강력한 우승후보로 꼽히는 '알버짜'를 모두 제치고 A조의 1위에 오름 - 시청자 심사위원 투표 결과 : 107명 중 버나드 박 42표(39.3%), 샘김 31표(29.0%)로 Top8에 진출 |
| 16회 | B조  | B-3      | JYP        | 남영주    | 박진영 - 너의 뒤에서           | 탈락대상 | 탈락      | - 하위 4팀은 탈락후보 대상으로 A조, B조공연이 끝난 후에 시청자 심사위원의 비밀투표로 Top8에 진출할 2팀을 뽑는다. - 권진아는 강력한 우승후보로 꼽히는 '알버짜'를 모두 제치고 A조의 1위에 오름 - 시청자 심사위원 투표 결과 : 107명 중 버나드 박 42표(39.3%), 샘김 31표(29.0%)로 Top8에 진출 |
| 16회 | B조  | B-4      | YG         | 장한나    | 타샤니 - 경고                  | 2위      | Top8 진출 | - 하위 4팀은 탈락후보 대상으로 A조, B조공연이 끝난 후에 시청자 심사위원의 비밀투표로 Top8에 진출할 2팀을 뽑는다. - 권진아는 강력한 우승후보로 꼽히는 '알버짜'를 모두 제치고 A조의 1위에 오름 - 시청자 심사위원 투표 결과 : 107명 중 버나드 박 42표(39.3%), 샘김 31표(29.0%)로 Top8에 진출 |
| 16회 | B조  | B-5      | 안테나뮤직 | 썸띵      | 자작곡 - 21세기 카멜레온       | 탈락대상 | 탈락      | - 하위 4팀은 탈락후보 대상으로 A조, B조공연이 끝난 후에 시청자 심사위원의 비밀투표로 Top8에 진출할 2팀을 뽑는다. - 권진아는 강력한 우승후보로 꼽히는 '알버짜'를 모두 제치고 A조의 1위에 오름 - 시청자 심사위원 투표 결과 : 107명 중 버나드 박 42표(39.3%), 샘김 31표(29.0%)로 Top8에 진출 |

### 본선 7라운드 생방송 오디션(TOP 8 경연: Top 6 결정전)
- TOP8 합격자 명단 (가나다순)
  - 권진아 : 1997년 7월 18일생 : 예문여자고등학교
  - 배민아 : 1999년 6월 9일생 : 한국외국인학교
  - 버나드박 : 1993년 1월 29일생 : 조지아위닛대학교
  - 샘김 : 1998년생 2월 19일생 : 미국 시애틀
  - 알맹
    - 이해용 : 1990년 10월 31일생
    - 최린 : 1991년 10월 11일생

  - 장한나 : 1996년 1월 9일생 : 덕소고 졸업, 서울예대 합격
  - 짜리몽땅
    - 류태경 : 1995년 9월 5일생 : 경북예술고등학교
    - 박나진 : 1995년 8월 18일생 : 경북예술고등학교
    - 여인혜 : 1995년 3월 4일생 : 경북예술고등학교

  - 한희준 : 1989년 4월 20일생 : 미국 뉴욕
- Top8 생방송 오디션(MC 전현무, 유혜영)
  - 본격적인 생방송에 돌입하는 ‘TOP6 결정전’부터 국내외를 망라한 글로벌한 ‘실시간 투표’ 제도를 도입
  - 문자 투표(#0606)와 더불어 스마트폰 모바일 메신저 서비스 ‘카카오톡’으로도 참여할 수 있게 된 것.
    - ‘카카오톡’ 사용자라면 국내는 물론 해외에서도 투표에 참여할 수 있게 된 만큼 다양한 대중의 의견이 심사에 반영.

  - Top8이 조 추첨하여 1:1 배틀라운드에서 승자 4팀은 생방송 Top6라운드에 진출 확정되고 패자는 탈락후보가 된다.
  - 탈락후보 4팀 중 문자투표 상위 1팀과 심사위원 선택 1팀이 생존하여 Top6라운드에 진출한다.

| 회수 | 조별 | 순서 | 트레이닝   | 이름/팀명 | 공연내용                                  | 심사위원 선택 | 심사위원 선택 | 심사위원 선택 | 승패     | 결과      | 특이사항                                                                |
| 회수 | 조별 | 순서 | 트레이닝   | 이름/팀명 | 공연내용                                  | JYP           | YG            | 안테나 뮤직   | 승패     | 결과      | 특이사항                                                                |
| ---- | ---- | ---- | ---------- | --------- | ----------------------------------------- | ------------- | ------------- | ------------- | -------- | --------- | ----------------------------------------------------------------------- |
| 17회 | 1    | 1    | YG         | 한희준    | 박진영 - 니가 사는 그집                   | X             | X             | O             | 탈락후보 | TOP6 진출 | - 샘김은 시청자 투표1위로 - 한희준은 심사위원 결정으로 TOP6에 진출했다. |
| 17회 | 1    | 2    | JYP        | 알맹      | 패닉 - 정류장                             | O             | O             | X             | 승       | TOP6 진출 | - 샘김은 시청자 투표1위로 - 한희준은 심사위원 결정으로 TOP6에 진출했다. |
| 17회 | 2    | 3    | 안테나뮤직 | 샘김      | 마이클 잭슨 - 빌리진                      | X             | X             | X             | 탈락후보 | TOP6 진출 | - 샘김은 시청자 투표1위로 - 한희준은 심사위원 결정으로 TOP6에 진출했다. |
| 17회 | 2    | 4    | 안테나뮤직 | 권진아    | 선미 - 24시간이 모자라                    | O             | O             | O             | 승       | TOP6 진출 | - 샘김은 시청자 투표1위로 - 한희준은 심사위원 결정으로 TOP6에 진출했다. |
| 17회 | 3    | 5    | YG         | 장한나    | 윤미래 - Goodbye Sadness, Hello Happiness | X             | X             | O             | 탈락후보 | 탈락      | - 샘김은 시청자 투표1위로 - 한희준은 심사위원 결정으로 TOP6에 진출했다. |
| 17회 | 3    | 6    | YG         | 짜리몽땅  | 이디나 멘젤 - Let It Go                   | O             | O             | X             | 승       | TOP6 진출 | - 샘김은 시청자 투표1위로 - 한희준은 심사위원 결정으로 TOP6에 진출했다. |
| 17회 | 4    | 7    | YG         | 배민아    | 머라이어캐리 - Whenever You Call          | X             | X             | X             | 탈락후보 | 탈락      | - 샘김은 시청자 투표1위로 - 한희준은 심사위원 결정으로 TOP6에 진출했다. |
| 17회 | 4    | 8    | JYP        | 버나드박  | 마이클 부블레 - Home                      | O             | O             | O             | 승       | TOP6 진출 | - 샘김은 시청자 투표1위로 - 한희준은 심사위원 결정으로 TOP6에 진출했다. |

### 본선 8라운드 생방송 오디션(TOP 6 경연: Top 4 결정전)
- TOP6 합격자 명단 (가나다순)[20]
  - 권진아 : 1997년 7월 18일생 : 예문여자고등학교
  - 버나드박 : 1993년 1월 29일생 : 조지아위닛대학교
  - 샘김 : 1998년생 2월 19일생 : 미국 시애틀
  - 알맹
    - 이해용 : 1990년 10월 31일생
    - 최린 : 1991년 10월 11일생

  - 짜리몽땅
    - 류태경 : 1995년 9월 5일생 : 경북예술고등학교
    - 박나진 : 1995년 8월 18일생 : 경북예술고등학교
    - 여인혜 : 1995년 3월 4일생 : 경북예술고등학교

  - 한희준 : 1989년 4월 20일생 : 미국 뉴욕
- Top6 생방송 오디션(부천실내체육관 : MC 전현무, 유혜영)
  - 이번 경연은 사상 첫 ‘3사(社) 위크(week)’ 제도를 선보이며 ‘TOP4 결정전’을 한다.
  - ‘3사(社)위크(week)제’는 심사위원이 참가자들을 캐스팅했던 이전 시즌들과 달리, 결승전 직후 우승자가 무대 위에서 직접 심사위원을 선택하는 ‘역발상 오디션’ 룰이 적용된다.
    - ‘3사(社)위크(week)’제란 참가자들은 각각 1주씩 YG, JYP, 안테나뮤직 3사(社)에서 더 나은 다음 무대를 만들 수 있도록 지원받고 ‘3사(社)위크(week)’제를 통해 참가자들과 세 심사위원이 서로를 탐색할 기회를 만들 수 있도록 하는 제도이다.

  - YG-JYP-안테나뮤직의 기본 시스템을 토대로, 해당 주에 속한 심사위원은 조력자로서 추가 참여하게 된다.
    - 첫 주자로 양현석의 YG가 TOP6 지원 사격에 나서며 ‘3사(社)위크제(week)’의 문을 연다.
    - 우승자가 YG-JYP-안테나뮤직 중 한 곳을 선택하게 되는 만큼 3사(社)를 고루 경험하여 ‘3사(社)위크(week)’ 제도를 통해 우승자의 선택 폭을 넓힐 수 있도록 했다.

| 회수 | 순서 | 5개월전 속마음 | 트레이닝   | 이름/팀명 | 공연내용               | 심사위원 점수 | 심사위원 점수 | 심사위원 점수 | 총점 | 결과      | 특이사항                                                               |
| 회수 | 순서 | 5개월전 속마음 | 트레이닝   | 이름/팀명 | 공연내용               | JYP           | YG            | 안테나 뮤직   | 총점 | 결과      | 특이사항                                                               |
| ---- | ---- | -------------- | ---------- | --------- | ---------------------- | ------------- | ------------- | ------------- | ---- | --------- | ---------------------------------------------------------------------- |
| 18회 | 1    | YG             | JYP        | 알맹      | 싸이 - 청개구리        | 82            | 90            | 90            | 262  | 탈락      | - YG WEEK - 심사위원 점수 60%와 시청자투표 40%를 합산한 룰이 적용됐다. |
| 18회 | 2    | JYP            | JYP        | 버나드박  | 성시경 - 넌 감동이였어 | 86            | 89            | 92            | 267  | TOP4 진출 | - YG WEEK - 심사위원 점수 60%와 시청자투표 40%를 합산한 룰이 적용됐다. |
| 18회 | 3    | JYP            | YG         | 짜리몽땅  | 비욘세 - Listen        | 96            | 96            | 95            | 287  | TOP4 진출 | - YG WEEK - 심사위원 점수 60%와 시청자투표 40%를 합산한 룰이 적용됐다. |
| 18회 | 4    | YG             | 안테나뮤직 | 샘김      | 박진영 - 너뿐이야      | 97            | 95            | 97            | 289  | TOP4 진출 | - YG WEEK - 심사위원 점수 60%와 시청자투표 40%를 합산한 룰이 적용됐다. |
| 18회 | 5    | JYP            | YG         | 한희준    | 이승환 - 천일동안      | 84            | 85            | 90            | 259  | 탈락      | - YG WEEK - 심사위원 점수 60%와 시청자투표 40%를 합산한 룰이 적용됐다. |
| 18회 | 6    | 안테나뮤직     | 안테나뮤직 | 권진아    | 스팅 - Fields Of Gold  | 96            | 90            | 96            | 282  | TOP4 진출 | - YG WEEK - 심사위원 점수 60%와 시청자투표 40%를 합산한 룰이 적용됐다. |

- TOP6 스페셜 스테이지

- 이하이 - 1, 2, 3, 4

### 본선 9라운드 생방송 오디션(TOP 4 경연: TOP 3 결정전)
- TOP4 합격자 명단 (가나다순)[21]
  - 권진아 (18) : 1997년 7월 18일생 : 예문여자고등학교
  - 버나드 박 (22) : 1993년 1월 29일생 : 조지아그위닛대학교
  - 샘 김 (16) : 1999년생 : 미국 시애틀
  - 짜리몽땅
    - 류태경 (20) : 1995년 9월 5일생 : 경북예술고등학교
    - 박나진 (20) : 1995년 8월 18일생 : 경북예술고등학교
    - 여인혜 (20) : 1995년 3월 4일생 : 경북예술고등학교
- TOP4 생방송 오디션 (MC 전현무, 유혜영 아나운서)
  - 이번 경연은 JYP 위크(week)이며 TOP3 결정전을 한다.

| 회수 | 순서 | 트레이닝   | 이름/팀명 | 공연내용                         | 심사위원 점수 | 심사위원 점수 | 심사위원 점수 | 총점 | 결과       | 특이사항                                                                |
| 회수 | 순서 | 트레이닝   | 이름/팀명 | 공연내용                         | JYP           | YG            | 안테나 뮤직   | 총점 | 결과       | 특이사항                                                                |
| ---- | ---- | ---------- | --------- | -------------------------------- | ------------- | ------------- | ------------- | ---- | ---------- | ----------------------------------------------------------------------- |
| 19회 | 1    | 안테나뮤직 | 권진아    | 박진영 - 십년이 지나도           | 99            | 95            | 98            | 292  | TOP 3 진출 | - JYP WEEK - 심사위원 점수 60%와 시청자투표 40%를 합산한 룰이 적용됐다. |
| 19회 | 2    | 안테나뮤직 | 샘김      | 벤 이 킹 - Stand By Me           | 94            | 95            | 95            | 284  | TOP 3 진출 | - JYP WEEK - 심사위원 점수 60%와 시청자투표 40%를 합산한 룰이 적용됐다. |
| 19회 | 3    | YG         | 짜리몽땅  | 토이 - 뜨거운 안녕               | 92            | 92            | 96            | 280  | 탈락       | - JYP WEEK - 심사위원 점수 60%와 시청자투표 40%를 합산한 룰이 적용됐다. |
| 19회 | 4    | JYP        | 버나드박  | 리차드 막스 - Right Hear Waiting | 99            | 100           | 100           | 299  | TOP 3 진출 | - JYP WEEK - 심사위원 점수 60%와 시청자투표 40%를 합산한 룰이 적용됐다. |

- TOP4 스페셜 스테이지

| 회수      | 순서              | 이름/팀명         | 원곡자/곡명 |      |           |             |                           |
| --------- | ----------------- | ----------------- | ----------- | ---- | --------- | ----------- | ------------------------- |
| 회수      | 순서              | 이름/팀명         | 원곡자/곡명 | 19회 | Special 1 | 권진아,샘김 | 제프 버넷 - Call You Mine |
| Special 2 | 짜리몽땅,버나드박 | 원더걸스 - Nobody |             | 19회 |           |             |                           |

### 본선 10라운드 생방송 오디션(준결승전: SEMIFINAL)
- TOP3 합격자 명단 (가나다순)
  - 권진아 (18) : 1997년 7월 18일생 : 예문여자고등학교
  - 버나드 박 (22) : 1993년 1월 29일생 : 조지아그위닛대학교
  - 샘 김 (16) : 1999년생 : 미국 시애틀

|      | 순서 | 이름/팀명 | 공연내용                       | 심사위원 점수 | 심사위원 점수 | 심사위원 점수 | 총점 | 결과       | 특이사항                                                                        |
| JYP  | 순서 | 이름/팀명 | 공연내용                       | YG            | 안테나 뮤직   |               | 총점 | 결과       | 특이사항                                                                        |
| ---- | ---- | --------- | ------------------------------ | ------------- | ------------- | ------------- | ---- | ---------- | ------------------------------------------------------------------------------- |
| 20회 | 1    | 버나드 박 | 잭슨 파이브 - Who's Loving You | 92            | 93            | 97            | 282  | TOP 2 진출 | - 안테나 뮤직 WEEK - 심사위원 점수 60%와 시청자투표 40%를 합산한 룰이 적용됐다. |
| 20회 | 2    | 권진아    | 프라이머리 - Love              | 93            | 93            | 97            | 283  | 탈락       | - 안테나 뮤직 WEEK - 심사위원 점수 60%와 시청자투표 40%를 합산한 룰이 적용됐다. |
| 20회 | 3    | 샘김      | 박진영 - Honey                 | 99            | 100           | 99            | 298  | TOP 2 진출 | - 안테나 뮤직 WEEK - 심사위원 점수 60%와 시청자투표 40%를 합산한 룰이 적용됐다. |

- TOP3 스페셜 스테이지

| 회수      | 순서                       | 이름/팀명                  | 원곡자/곡명 |      |           |              |                        |
| --------- | -------------------------- | -------------------------- | ----------- | ---- | --------- | ------------ | ---------------------- |
| 회수      | 순서                       | 이름/팀명                  | 원곡자/곡명 | 20회 | Special 1 | 선미, 권진아 | 선미 - 24시간이 모자라 |
| Special 2 | 페퍼톤스, 박새별, 버나드박 | Extreme - More Than Words  |             | 20회 |           |              |                        |
| Special 3 | 2ne1, 샘 김                | 2ne1 - Lonely              |             | 20회 |           |              |                        |
| Special 4 | 악동 뮤지션                | 악동 뮤지션 - 얼음들, 200% |             | 20회 |           |              |                        |

### 본선 11라운드 생방송 오디션(결승전: FINAL)
- TOP2 합격자 명단 (가나다순)[22]
  - 버나드 박 (22) : 1993년 1월 29일생 : 조지아그위닛대학교
  - 샘 김 (16) : 1999년생 : 미국 시애틀

| 회수 | 순서 | 이름/팀명 | 공연내용                      | 심사위원 점수내용 | 심사위원 점수내용 | 심사위원 점수내용 | 총점 | 결과   | 특이사항                                                     |
| 회수 | 순서 | 이름/팀명 | 공연내용                      | JYP               | YG                | 안테나 뮤직       | 총점 | 결과   | 특이사항                                                     |
| ---- | ---- | --------- | ----------------------------- | ----------------- | ----------------- | ----------------- | ---- | ------ | ------------------------------------------------------------ |
| 21회 | 1    | 샘김      | 빅뱅 - 거짓말                 | 91                | 94                | 93                | 278  | -      | - 심사위원 점수 60%와 시청자투표 40%를 합산한 룰이 적용됐다. |
| 21회 | 2    | 버나드 박 | 유재하 - 사랑하기 때문에      | 95                | 96                | 95                | 286  | -      | - 심사위원 점수 60%와 시청자투표 40%를 합산한 룰이 적용됐다. |
| 21회 | 3    | 샘김      | 스팅 - Englishman in New York | 99                | 100               | 100               | 299  | 준우승 | - 심사위원 점수 60%와 시청자투표 40%를 합산한 룰이 적용됐다. |
| 21회 | 4    | 버나드 박 | R. 켈리 - I Believe I Can Fly | 95                | 95                | 97                | 287  | 우승   | - 심사위원 점수 60%와 시청자투표 40%를 합산한 룰이 적용됐다. |

- 결승 스페셜 스테이지

| 회수      | 순서                                     | 이름/팀명                                                | 원곡자/곡명 |      |           |     |                   |
| --------- | ---------------------------------------- | -------------------------------------------------------- | ----------- | ---- | --------- | --- | ----------------- |
| 회수      | 순서                                     | 이름/팀명                                                | 원곡자/곡명 | 21회 | Special 1 | 15& | 15& - 티가 나나봐 |
| Special 2 | 박진영, 김기련, 짜리몽땅, 권진아, 피터한 | 박진영 - 난 여자가 있는데, 너 뿐이야, 날 떠나지마, HONEY |             | 21회 |           |     |                   |
| Special 3 | 유희열, 홍정희                           | 패티 김 - 이별                                           |             | 21회 |           |     |                   |
| Special 4 | BoA, K팝 스타 참가자들                   | BoA - One Dream                                          |             | 21회 |           |     |                   |

## 방송 종영 후 출연진들의 캐스팅
| 소속사                    | 캐스팅 명단           |
| ------------------------- | --------------------- |
| YG 엔터테인먼트           | 장한나, 이채영        |
| JYP 엔터테인먼트          | 버나드 박, 이채령     |
| 안테나                    | 샘 김, 권진아         |
| 제이제이홀릭미디어        | 남영주                |
| 스타쉽 엔터테인먼트       | 정세운(썸띵)          |
| YNB 엔터테인먼트          | 알맹                  |
| CS 엔터테인먼트           | 짜리몽땅(박나진 제외) |
| 일광폴라리스 엔터테인먼트 | 한희준                |
| 허그 엔터테인먼트         | 박나진                |
| 넥스타엔터테인먼트        | 홍정희                |
| WM엔터데인먼트            | 이채연                |
| MBK 엔터테인먼트          | 이주은(다이아)        |
| 클래프컴퍼니              | 김기련(GIRYEON)       |

## 순위
| 순위        | 이름                 | 예명                    | 소속사                         | 소속그룹                           |
| ----------- | -------------------- | ----------------------- | ------------------------------ | ---------------------------------- |
| 1위         | 버나드 박            | 前낙준                  | 前JYP                          |                                    |
| 2위         | 샘 김                |                         | 안테나                         |                                    |
| 3위         | 권진아               |                         | 안테나                         |                                    |
| 4위         | 여인혜 (짜리몽땅)    |                         | CS                             | 짜리몽땅, An Encore                |
| 4위         | 박나진 (짜리몽땅)    | 前진아                  | 엠에스, 前허그                 | 박나진밴드, 투비컨티뉴, 前짜리몽땅 |
| 4위         | 류태경 (짜리몽땅)    |                         | CS                             | 짜리몽땅, 투비컨티뉴               |
| Top6        | 최린 (알맹)          | 초이스                  | 마제스티                       | 알맹                               |
| Top6        | 이해용 (알맹)        |                         | 마제스티                       | 알맹                               |
| Top6        | 한희준               |                         | 폴라리스                       |                                    |
| Top8        | 장한나               |                         | 前YG                           | 前투미닛                           |
| Top8        | 배민아               |                         |                                |                                    |
| Top10       | 남영주               | 前RAM                   | 아에르, 前스타잇, 前제이플래닛 |                                    |
| Top10       | 정세운 (썸띵)        |                         | 스타쉽                         | 前썸띵                             |
| Top10       | 김아현 (썸띵)        |                         | 일로파라다이스, 前ZeoM         | 前썸띵                             |
| Top18(11위) | 이채연 (완전채)      |                         | WM, 前JYP                      | 원트, 前IZ*ONE, 前완전채           |
| Top18(11위) | 이채령 (완전채)      | 채령                    | JYP                            | ITZY, 前완전채                     |
| Top18(11위) | 이채영               | 채인                    | RBW, 前YG                      | 퍼플키스                           |
| Top18(11위) | Gallaun Peter Hyun   | 피터한                  | 무브먼트제너레이션             |                                    |
| Top18(14위) | 김수현 (원미닛)      |                         |                                | 前원미닛                           |
| Top18(14위) | 아비가일 김 (원미닛) | ÁBI                     |                                | ÁBI, 前원미닛                      |
| Top18(14위) | 조윤경 (원미닛)      | 드비타, 前클로이 드비타 | AOMG, 前에잇볼타운             | 前원미닛                           |
| Top18(14위) | 홍정희               |                         | 넥스타                         |                                    |
| Top18(14위) | 야오 웨이타오        |                         |                                |                                    |
| Top18(14위) | 브로디.B             | 브로디                  |                                |                                    |
| Top18(14위) | 허은율               |                         | AURA                           | 디아코니아                         |

## 고득점 무대
| 순위 | 이름      | 곡                     | 점수 |
| ---- | --------- | ---------------------- | ---- |
| 1    | 버나드 박 | Right Here Waiting     | 299  |
| 1    | 샘 김     | Englishman In New York | 299  |
| 3    | 샘 김     | Honey                  | 298  |
| 4    | 권진아    | 십년이 지나도          | 292  |
| 5    | 샘 김     | 너뿐이야               | 289  |
| 6    | 버나드 박 | I Believe I Can Fly    | 287  |
| 6    | 짜리몽땅  | Listen                 | 287  |
| 8    | 버나드 박 | 사랑하기 때문에        | 286  |
| 9    | 샘 김     | Stand By Me            | 284  |
| 10   | 권진아    | Love                   | 283  |

## 논란
본선 1라운드 출연자 중 김은주 양이 뛰어난 가창력으로 찬사를 받았으나 일진설에 휘말려 많은 네티즌들에게 하차요구를 받았다. 사실인지 거짓인지는 불명확하다. 본선 1라운드 이후 김은주 양은 방송에 방영되지 않았으며 그 외 사항에 대해서는 별다른 언급이 없다.

## 경쟁 프로그램
- 일요일이 좋다
  - 런닝맨 (2부 프로그램)
- 해피선데이
  - 슈퍼맨이 돌아왔다 (경쟁 프로그램)
  - 1박 2일 (2부 프로그램)
- 일밤
  - 아빠! 어디가? (경쟁 프로그램)
  - 진짜 사나이 (2부 프로그램)